# Las Palmas, Tabasco
Las Palmas är en ort i Mexiko.   Den ligger i kommunen Centla och delstaten Tabasco, i den sydöstra delen av landet, 700 km öster om huvudstaden Mexico City. Antalet invånare är 107.
Terrängen runt Las Palmas är mycket platt. Runt Las Palmas är det ganska glesbefolkat, med 32 invånare per kvadratkilometer. Närmaste större samhälle är Frontera, 18,3 km norr om Las Palmas. Trakten runt Las Palmas består till största delen av jordbruksmark.